# Семёнов, Сергей (хоккеист, 1971)
Сергей Семёнов (род. 22 июня 1971) — советский и российский хоккеист, защитник.

## Биография
Воспитанник горьковского «Торпедо». Всю недолгую профессиональную карьеру — четыре сезона 1988/89 — 1991/92 — провёл в командах «Кварц» Бор (вторая лига) и «Торпедо» (1988/89, переходный турнир; 1990/91 — 1991/92, высшая лига).